# Angostura (Venezuela)
Angostura, fino al giugno 2009 noto come Raúl Leoni, è uno degli 11 municipios in cui è suddiviso lo stato venezuelano del Bolívar. A sua volta è composto da 4 delle 37 parroquias presenti nello stato. È il municipio più esteso di tutto il Venezuela (54386 km²). La sua popolazione è di 40.927 abitanti (censimento 2011).
Il capoluogo è la città di Ciudad Piar. 
All’interno del suo territorio amministrativo si produce molta dell'energia elettrica venezuelana e si trova la diga di Guri, la più grande del paese, che alimenta la centrale idroelettrica “Simon Bolivar”

## Geografia
Il municipio è diviso in 4 parroquias:
- Parroquia Sección Capital Raúl Leoni, che comprende diversi paesi tra UI Ciudad Piar capoluogo del municipio (altri paesi Guri, San José de Tocomita, Santa Rosa)
- Parroquia Barceloneta, che ha come capoluogo amministrativo il paese di Paragua
- Parroquia Santa Bárbara, che si trova nella parte nord del municipio e che ha come capoluogo amministrativo Santa Bárbara de Centurión
- Parroquia San Francisco, al centro del municipio, con capoluogo amministrativo San Francisco

## Clima
Il clima del municipio è quello cosiddetto della savana con una temperatura che oscilla a secondo delle stagioni da 20 a 36 gradi.